# بوبي أبرامز
بوبي أبرامز (بالإنجليزية: Bobby Abrams)‏ هو لاعب كرة قدم أمريكية أمريكي، ولد في 12 أبريل 1967 في ديترويت في الولايات المتحدة.

## وصلات خارجية
- بوبي أبرامز على موقع مرجع كرة القدم المحترفة.كوم (الإنجليزية)